# Pau Roustan
Pau Roustan (* 16. Dezember 1859 in Puyméras; † 25. Dezember 1938 in Avignon) war ein französischer Okzitanist und Schriftsteller okzitanischer Sprache.

## Leben und Werk
Pau (Paul) Roustan wuchs als Sohn einer vielköpfigen Schreinerfamilie in Puyméras (nordöstlich von Vaison-la-Romaine) auf. Er trat bei den Brüdern der christlichen Schulen ein und unterrichtete ab 1875 in Aubignan und Nîmes, dann von 1882 bis 1897 als Bruder Théophile-de-Jésus in Avignon. Ab 1883 schrieb er Theaterstücke in provenzalischer (okzitanischer) Sprache, die er mit seinen Schülern aufführte und für die er von Frédéric Mistral beglückwünscht wurde. Von 1902 bis 1904 unterrichtete er in Beaucaire, dann in Arles und Avignon. Das Gesetz zur Trennung von Kirche und Staat von 1905 machte seiner Ordenszugehörigkeit ein Ende. Als Laie unterrichtete er von 1911 bis 1932 am Gymnasium Fléchier, der Nachfolgeschule des heute wieder existierenden La Salle-Gymnasiums in Alès. Von dort veröffentlichte er 1914 eine Geschichte der provenzalischen Literatur in provenzalischer Sprache. Roustan engagierte sich ab 1884 im Félibrige. 1922 wurde er Majoral (Akademiemitglied) (Sitz: Cigalo di Poutoun, o de Castèu), 1929 Offizier im Ordre des Palmes Académiques. Er starb 1934 in Avignon im Alter von 79 Jahren. In Digne ist eine Straße nach ihm benannt.

## Werke (Auswahl)
- Lou Sèti de Veisoun. Dramo istouri en tres ate e en vers. Aubanel, Avignon 1887. (Erstaufführung 1883).
- Bernassoun Li Rèi. Pastouralo en 5 ate e en vers. Seguin, Avignon 1895. Culture provençale et méridionale, Raphèle-lès-Arles 1988. (Vorwort von Xavier de Fourvières).
- La Joucoundo de Zibo-Zoubo. Galejado en 1 ate en proso. Julien Brabo (Jan Castagno), Alès 1912. Brabo, Alès 1922.
- Pichoto istòri de la literaturo d'o o prouvençalo despièi sis óurigino enjusquo à noste tèms. Librarié P. Ruat, Marseille 1914. Culture provençale et méridionale, Raphèle-les-Arles 1979.
- (Übersetzer) Henrik Hertz: La fiho dóu Rèi Reinié de Prouvènço. Dramo en tres ate. J. Brabo, Alès 1924. (Titel des dänischen Originals: Kong Renes Datter, 1845, über  Yolande d’Anjou).